# Ягн Олександр-Едуард Юлійович
Ягн Олександр-Едуард Юлійович (11 березня 1848, Пенза — 10 лютого 1922, Білорічиця) — український архітектор, художник, майстер художньої кераміки. Один із засновників стилю український модерн.

## Біографія
Народився 1848 року в Пензі в родині лікаря. Навчався в Московському училищі живопису, скульптури і зодчества до 1863 року, потім в Академії мистецтв у Римі. З 1876 року жив в Україні. Працював на Чернігівщині, Полтавщині й Сумщині.

## Споруди і проекти

Церква-усипальниця декабристів у с. Вороньки до зруйнування комуністичною владою

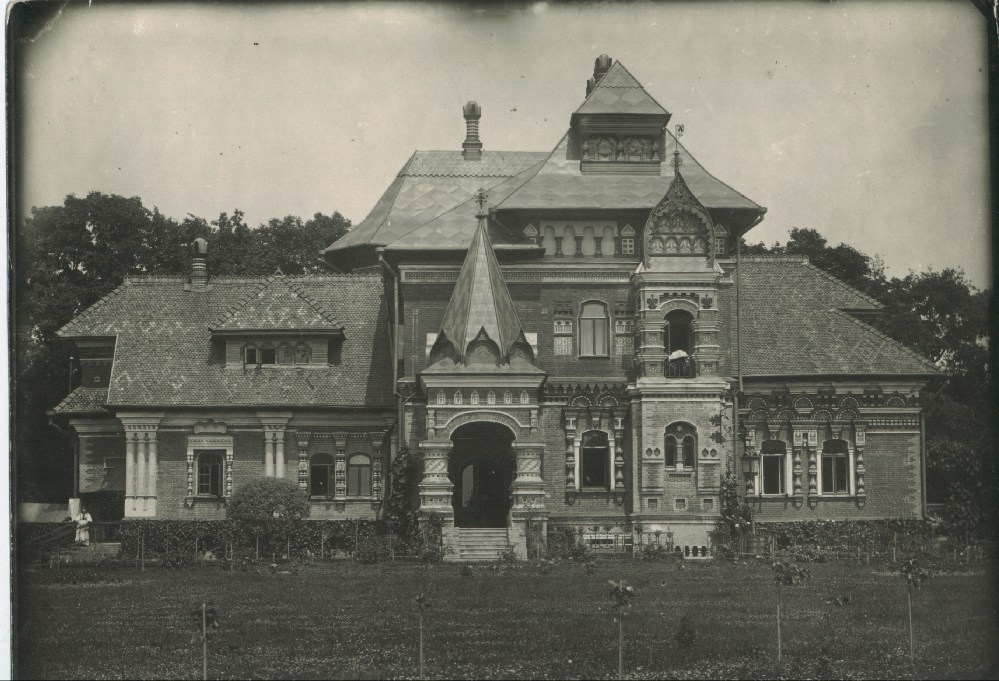
Палац О. С. Рахманової в селі Білорічиці Чернігівської області. 1886 рік. Не зберігся. Від комплексу зберігся лише флігель.

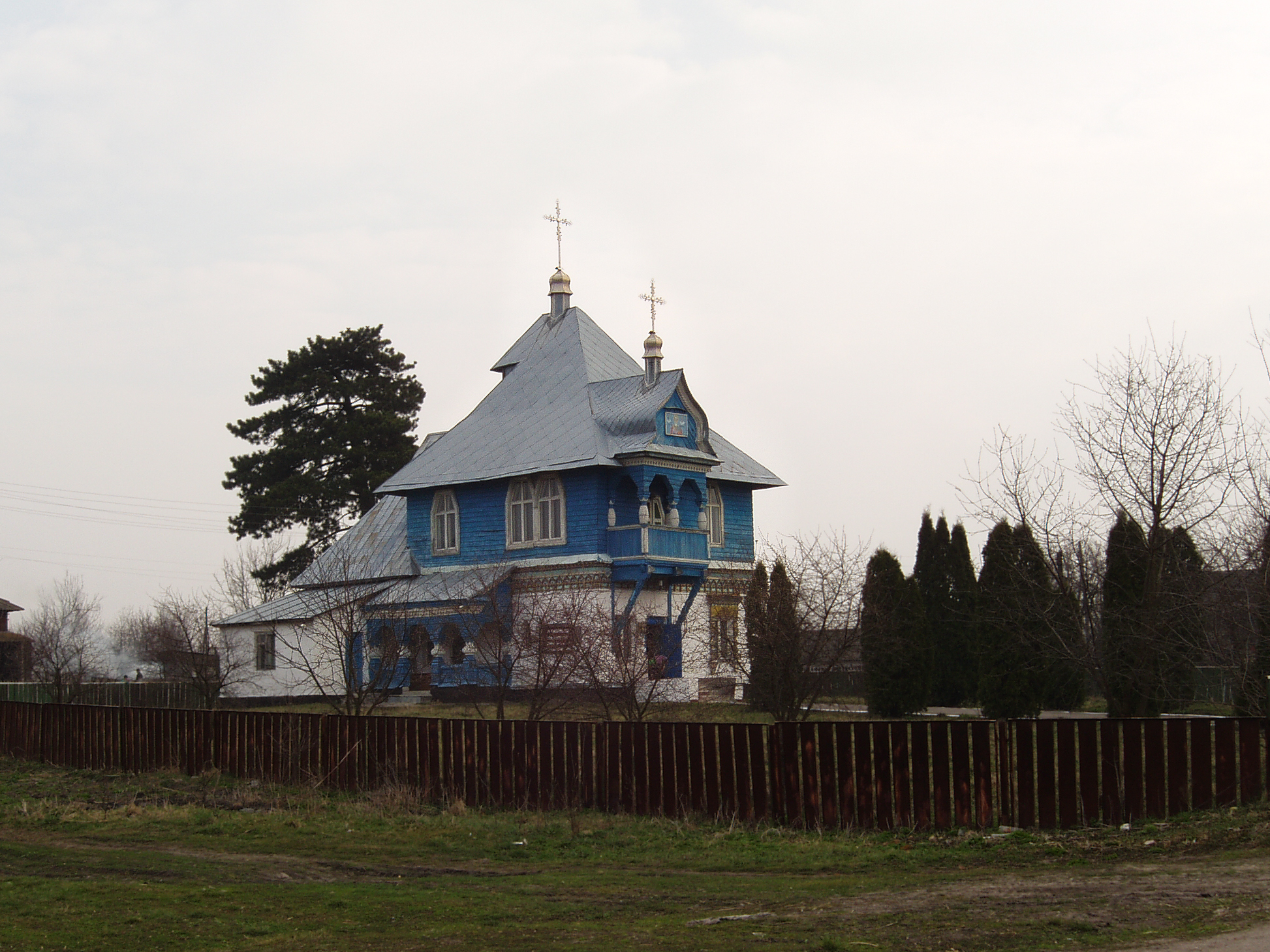
Флігель у селі Білоричиці. 1887 рік.

Створив у маєтку О. С. Рахманової в селі Білорічиця архітектурний ансамбль, що складався з палацу (1886), флігеля (1878, розписи художника В. Соколова), пекарні, церкви й парку. Зберігся флігель, інші будівлі були зруйновані 1941 року. Флігель нагадує українську хату на дві половини; його дах, фриз, віконні наличники виготовлено з майоліки й теракоти, ними обкладено колони й печі.
За проєктами Олександра-Едуарда Ягна в Україні також збудовані:
- Церква-усипальниця декабристів Волконських у селі Вороньки (1870-і роки, зруйнована),
- будинок М. М. Кочубея в селі Вороньки,
- Каплиця-усипальня Кочубеїв у селі Ярославка на Сумщині,
- Будинок Капніста у Великій Обухівці на Полтавщині,
- Будинок О. М. Горчакова в селі Ташань на Київщині.

Ягн виконав планування 2 парків і 3 фруктових садів, а також розробив проєкт даху і внутрішнього оздоблення Московських торговельних рядів.
Організував художньо-виробничі майстерні в селі Вороньки (Чернігівська обл.), де одним з перших у вітчизняній практиці відновив виготовлення художньої майоліки й теракоти з мотивами української народної орнаментації. 1902 року за ескізами Ягна було виготовлено майоліковий декор для оздоблення храму біля міста Шипки в Болгарії.